# Moto Harada

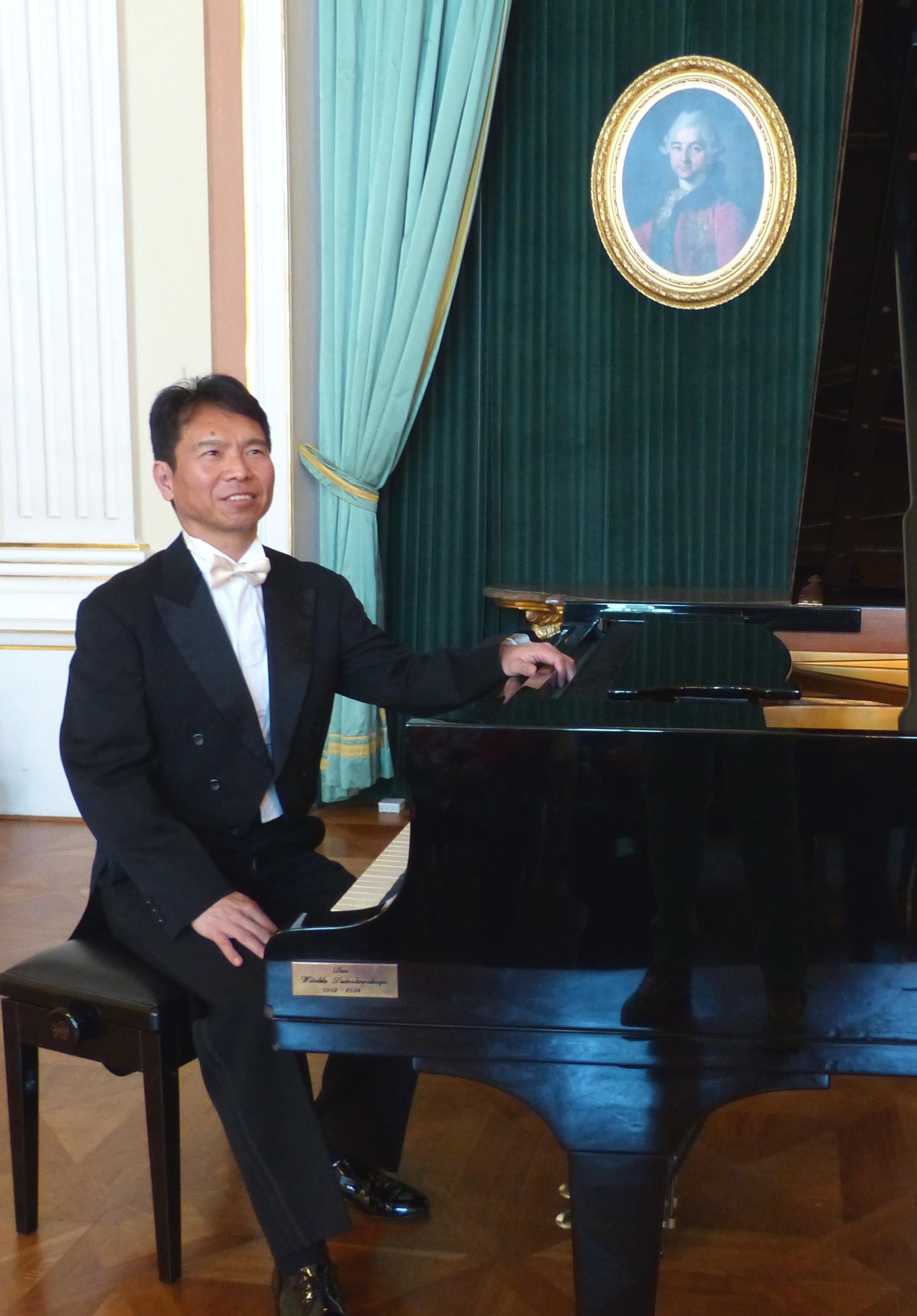
Pałac Królewski Warszawa 2013

Mototsugu „Moto” Harada (jap. 原田 資嗣 Harada Mototsugu; ur. 1957 w Shimonoseki) – japoński pianista i kompozytor.

## Życiorys
Moto Harada gra na fortepianie od trzeciego roku życia. Studiował muzykę i pedagogikę na Uniwersytecie Sztuki i Muzyki w Tokio (Tōkyō Geijutsu Daigaku). W roku 1980 studiował u Hermanna Schwertmanna na Universität für Musik und darstellende Kunst Wien, a w roku 1982 w Nowym Jorku u Jacoba Lateinera, profesora w Juilliard School. W roku 1983 otrzymuje stypendium rządu polskiego na dwuletnie studia muzyczne w Uniwersytet Muzyczny Fryderyka Chopina u Regina Smendzianka. W tym czasie koncertuje i występuje w radiu i telewizji. Następne stypendium od Rotary International umożliwia mu następne lata studiów w Hochschule für Musik, Theater und Medien Hannover, które kończy egzaminem jako pianista koncertowy u Karl-Heinz Kämmerling. Od roku 1988 naucza w Stiftung Universität Hildesheim. Harada był wielokrotnie zapraszany przez chińskie uniwersytety jako profesor.

## Koncerty
Harada prowadzi działalność pedagogiczną oraz koncertuje jak pianista. Punktem ciężkości jego repertuaru to kompozycje romantyzmu (m.in. Beethoven, Mozart, Chopin). Ponadto ma w repertuarze szerokie spektrum muzyczne utworów wirtuozowskich (Ravel, Debussy, Gershwin itp.). Moto Harada jest również aktywnie zaangażowany w nowej muzyce i prawykonaniu utworów fortepianowych np. Witold Szalonek, Gyu-Bong Yi i innych. Moto Harada koncertuje w innych krajach europejskich oraz za oceanem. Od 2000 roku jest stałym gościem międzynarodowego festiwalu muzycznego w Seelze.

## Kompozycje
W swoich kompozycjach Harada łączy elementy europejskiej muzyki z tradycjami muzycznymi z Azji i innowacyjne elementy nowej muzyki. Wiele jego utworów jest orientowanych tematycznie i wywołuje określony nastrój lub tworzy temat za pomocą ekspresji muzycznej jako muzyka programowa. Przy tym emocjonalna dostępność pozwala słuchaczom odnosić się bezpośrednio do nowych wyrażeń muzycznych. Jego kompozycje to przeważnie utwory na fortepian solo o różnych stopniach trudności, a także utwory kameralne i wokalne. 6 listopada 2016 roku, w kościele St. Michael (Hildesheim), odbyło się prawykonanie jego koncertu na fortepian.
Kompozycje Harady wydane są u Olms Weidmann. Zbiór utworów na fortepian „Album der Insel Spiekeroog“ jest dostępny bezpłatnie.
- Tiere aus Galapagos / Animals form Galapagos. 9 Kompositionen für Klavier[3].
- Morgensonnenlicht. Vier Haiku-Lieder für Sopran und Klavier. Mit Texten von Martin Schreiner[4].
- Bilder von Vincent van Gogh / Pictures by Vincent van Gogh. Vier Stücke für Klavier / Four Pieces for Piano[5].
- Zwölf Traumgeschichten für Klavier / Twelve Dream Stories for Piano. Mit Illustrationen von Moritz Götze[6][7].